# Satjajuga
Satjajuga (dewanagari सत्य युग, ang. Satya Yuga) – w kosmologii hinduistycznej pierwsza część mahajugi trwająca 1 728 000 lat.
Po satjajudze następują treta-, dwapara- i kalijuga. Każda z jug ma swoją specyfikę. Satjajuga jest określana jako wiek złoty, a ludzie żyjący w tym czasie cechowali się długim życiem (100 000 lat), doskonałą pamięcią, ostrością wszystkich zmysłów, całkowitym brakiem chorób, uczciwością itp.
Zdaniem wisznuitów, w każdej z jug pojawia się określona forma Wisznu i tak, dla satjajugi jest to awatara w kolorze białym.
Polecana forma samorealizacji w tym okresie to medytacja.